# Sąd Najwyższy Alaski
Sąd Najwyższy Alaski (Alaska Supreme Court) - sąd najwyższej instancji w systemie prawnym amerykańskiego stanu Alaska. W sprawach cywilnych rozpatruje wszystkie trafiające do niego odwołania, natomiast w sprawach karnych stosuje procedurę wstępnej oceny sprawy, z możliwością odrzucenia już na tym etapie, przed jej rozpatrzeniem merytorycznym (różnica ta wynika z faktu, iż na Alasce w sprawach cywilnych funkcjonuje jedna instancja mniej niż w sprawach karnych i lukę tę zapełnia Sąd Najwyższy).
Sąd liczy pięciu sędziów, którzy raz na trzy lata wybierają spośród siebie prezesa. Sędziowie są powoływani przez gubernatora, przy czym w ciągu trzech lat od swej nominacji muszą być zatwierdzeni przez obywateli stanu w referendum przeprowadzanym przy okazji wyborów. Jeśli sędzia zostanie zatwierdzony, podobną procedurę musi przechodzić następnie co 10 lat, na zasadzie weryfikacji jego mandatu. W referendach tych sędziom nie wolno występować w barwach partyjnych - w założeniu mają to być głosowania apolityczne.
Ze względu na wielkość Alaski i jej tradycje prawne, sąd najczęściej odbywa jawne posiedzenia w danej sprawie w mieście, gdzie znajduje się orzekający w niej wcześniej sąd niższej instancji. W praktyce najczęściej organizowane są sesje w Anchorage, gdzie sąd zbiera się średnio raz w miesiącu. W tym mieście zlokalizowane jest także zaplecze administracyjne Sądu Najwyższego. Średnio raz na kwartał rozprawy mają miejsce w Juneau i Fairbanks. W razie potrzeby są także organizowane w mniejszych miejscowościach.

## Skład
stan na 15 lipca 2010
- Walter Carpeneti (sędzia od 1998, prezes od 2009)
- Morgan Christen (od 2009)
- Dana Fabe (od 1995)
- Craig Stowers (od 2009)
- Daniel Winfree (od 2007)